# Érase una vez... el hombre
Érase una vez... el hombre (en francés: Il était une fois... l'Homme) es una serie de televisión animada francesa de 26 episodios con una duración de unos 25 minutos. Material educativo ilustrado para que los pequeños descubrieran el origen del hombre y los grandes acontecimientos históricos. 
Creada por Albert Barillé en los estudios Procidis y animada en Japón por Tatsunoko Production, fue difundida por la cadena francesa France Régions, FR3, y estrenada el 30 de septiembre de 1978. También participaron en la realización de esta serie Bélgica (Radiodiffusion-Télévision Belge, RTBF/Belgische Radio en Televisie, BRT), Canadá (Société Radio-Canada y ACCESS Alberta), España (Televisión Española, RTVE), Italia (Radiotelevisione Italiana, RAI), Japón (Tatsunoko Production), Noruega (Norsk Rikskringkasting, NRK), Países Bajos (Katholieke Radio Omroep, KRO), Suecia (Sveriges Radio AB, SR) y Suiza (Société Suisse de Radiodiffusion et Télévision, SSR).
La serie fue transmitida en Francia y muchos países más, con las notables excepciones de Estados Unidos, Australia y Nueva Zelanda. Después de emitirse al aire fue distribuida en el formato de la época, cinta VHS, y su lanzamiento en formato DVD fue realizado el 27 de noviembre de 2013.

## Características
El Maestro, Pedro (Pierre), el Gordo (le Gros), Flor (Pierrette), Pedrito (Pierrot), Florcita (Petite Pierrette) y el Gordo pequeño (Petit Gros) son los protagonistas en todas las aventuras, mientras que el Tiñoso (le Teigneux) y el Canijo (le Nabot) son los antagonistas. 
El Maestro hace de inventor en todos los capítulos, y de un eminente genio de todas las artes y las ciencias a lo largo de la historia en algunos. Por ejemplo, en el capítulo del renacimiento hace de Leonardo Da Vinci de viejo, y en el de la Revolución Francesa, del inventor de la guillotina. 
En los capítulos 2 y 18 el Maestro muere de vejez y en el 22 muere decapitado.
El Reloj no tiene diálogo, pero sus expresiones son un reflejo de lo que acontece en el capítulo, y su función es indicar las fechas aproximadas. Tenía un formato rectangular, tipo digital, lo que para la época le daba modernidad  a la serie, ya que la mayoría de la población todavía utilizaba relojes de pulsera de manecillas.
Pedro y el Gordo son los personajes cotidianos como comerciantes, artesanos, agricultores e incluso  guerreros y soldados en muchos de los capítulos en los que aparecen guerras y combates.

## Emisión en países hispanohablantes

### Argentina
En Argentina, esta serie fue emitida por ATC (Televisora Color) durante la última dictadura militar (1976-1983), cuando fue censurada porque algunos de los temas que trataba ofendieron a la Iglesia Católica en cuanto a sobre cómo evolucionó la humanidad.
Además de la censura televisiva, en la versión cómic de la serie, se inventó un último fascículo, el número 27, con evidentes diferencias de estilo de los dibujantes, dedicado a ensalzar el papel de la iglesia a lo largo de la historia. Cabe resaltar que este último agregado se limitó a los fascículos (revistas) que se comercializaban en la misma época en que la serie televisiva se encontraba al aire (no se produjo un capítulo animado 27.º). Asimismo, en uno de los fascículos, aparecieron cuatro cuadros tapados con un sticker del grupo musical español Parchís. Debajo del sticker, el texto ocultado burdamente mostraba al sacerdote John Ball, uno de los protagonistas de la revuelta campesina inglesa de 1381, acusando a “esa gente vestida de terciopelo que tiene los vinos y los buenos panes mientras nosotros tenemos la avena y la paja”. Además aparecía Jan Huss, uno de los precursores de la Reforma Protestante que murió quemado en la hoguera, hablando de “esas criaturas de Satán que escogen el estado eclesiástico para comer bien, vestirse bien y poseer la estima”. Con paciencia y cuidado, se podía despegar el pegote de Parchís y acceder a la información tapada.
En ese mismo país, también se produjo una serie de fascículos o revistas (13, o sea la mitad de lo habitual en la serie) denominado "Érase una vez... la Argentina", representando la historia nacional.

### Chile
En 1981 fue trasmitida en Chile por Televisión Nacional de Chile. Al mismo tiempo, se distribuyó la versión coleccionable de cómics, la cual presentó algunas modificaciones en relación con la serie original. Se añadieron viñetas de corte religioso, en donde se leía: «Al principio de todo existe Dios» o «Dios en su obra más estupenda comunicó su espíritu a partir de Adán».
En 2000 la serie de televisión fue retransmitida en Chile por la señal de cable de Canal 13.

### Ecuador
En Ecuador, fue trasmitida por Ecuavisa durante 1980 hasta 1981, pleno periodo del gobierno de Jaime Roldós Aguilera y luego fue trasmitida por Teleamazonas entre 1982 y 1989, durante los gobiernos de Osvaldo Hurtado, León Febres-Cordero y Rodrigo Borja. Al mismo tiempo, se publicó una versión en cómic, la cual presentó algunas modificaciones en relación con la serie original. Se añadieron viñetas en donde se leía: "Al principio de todo existe Dios", "Dios en su obra más estupenda comunicó su espíritu a partir de Adán", etc. Mensajes y propaganda religiosa fuera del contexto científico de la serie animada original.

### España
RTVE la emitió por primera vez entre el 20 de enero y el 7 de julio de 1979, en TVE-1 los sábados a las 19:30 horas, adquiriendo gran popularidad. La canción de la secuencia de apertura estaba basada en el tercer movimiento del Septimino de Beethoven, con arreglos de Rafael Trabucchelli y Agustín Serrano, y letra de Marisol Perales y José Luis Perales, y estaba inicialmente cantada por el grupo infantil Caramelos, aunque posteriormente aparecerían versiones cantadas por Parchís y Popitos.
En este primer pase, la dirección de TVE decidió no emitir los capítulos 15 (titulado "El Siglo de Oro Español") y 17 (con el título "La edad de oro de los Países Bajos"). Dicha decisión fue motivada al considerar que dichos episodios contenían estereotipos relativos a la leyenda negra.
Pero dichos capítulos pudieron verse cuando la serie volvió a emitirse en 1983, ya que en este segundo pase se emitieron los 26 capítulos.

### México
Entre 1979 y 1981, la serie se transmitió a través del canal 5 de Televisa, los jueves a las 8 de la noche ya que solo se exhibiría con fines de diversión sin saber que era una serie educativa. De igual forma se retransmitió por el canal 8, hoy canal 9.
Actualmente es posible encontrar la colección en DVD en tiendas de segunda mano.

### Venezuela
En Venezuela fue transmitido por el canal de televisión Venevisión los sábados en la mañana sin ningún tipo de censura, todos los capítulos fueron transmitidos e incluso retransmitidos en muchas oportunidades. Al igual que en México, la tonada de inicio de capítulo era la original de la serie: la Tocatta y Fuga de Bach, en un arreglo realizado por Yasuo Sugiyama.

## Emisión internacional
Emitido en los siguientes países:
| País            | Cadena de televisión                                                     | Título                                                                          | Año         |
| --------------- | ------------------------------------------------------------------------ | ------------------------------------------------------------------------------- | ----------- |
| Alemania        | SWF, WDR, ZDF                                                            | Es war einmal... der Mensch                                                     | 1980        |
| Argentina       | Televisión Pública Argentina (ATC)                                       | Érase una vez... el hombre                                                      | 1980        |
| Austria         | ORF                                                                      | Es war einmal... der Mensch                                                     |             |
| Bélgica         | RTBF, BRT                                                                | RTBF: Il était une fois l' Homme BRT Er was eens.. De Mens                      |             |
| Canadá          | CBC Television, Télévision de Radio-Canada, Access TV Alberta, TVOntario | Once Upon a Time... Man Il était une fois... l'Homme                            |             |
| Chile           | TVN, UCV Televisión (TV+), Canal 13 Cable                                | Érase una vez... el hombre                                                      | 1981 - 2000 |
| Corea del Sur   | Educational Broadcasting System                                          | 옛날 옛적에...                                                                  |             |
| Ecuador         | Ecuavisa                                                                 | Érase una vez... el hombre                                                      | 1980        |
| Eslovaquia      | Československá televízia (ČST)                                           | Bol raz jeden... človek                                                         |             |
| España          | Televisión Española (TVE), Aragón TV, Telemadrid                         | Érase una vez... el hombre                                                      | 1979        |
| Estados Unidos  | PBS                                                                      | Once Upon a Time... Man                                                         |             |
| Finlandia       | YLE                                                                      | Olipa kerran ihminen                                                            | 1978        |
| France          | FR3                                                                      | Il était une fois... l'Homme                                                    | 1978        |
| Grecia          | ERT                                                                      | Μια φορά και έναν καιρό ήταν... ο άνθρωπος                                      |             |
| Hong Kong       | TVB                                                                      | 人做了甚麼                                                                      |             |
| Hungría         | Magyar Televízió, Minimax, Da Vinci Learning                             | Egyszer volt... az ember                                                        | 1997        |
| Irlanda         | RTÉ                                                                      | Once Upon a Time... Man                                                         |             |
| Islandia        | Sjónvarpið                                                               | Einu sinni var... Saga Mannkyns                                                 |             |
| India           | Doordarshan (DD)                                                         | Once Upon a Time... Man                                                         |             |
| Israel          | Israeli Educational Television                                           | היה היה – האדם                                                                  |             |
| Italia          | RAI, Mediaset                                                            | RAI: C'era una volta l'uomo Mediaset: Conosciamoci un po'                       | 1981        |
| México          | Canal 5                                                                  | Érase una vez... el hombre                                                      |             |
| Noruega         | NRK                                                                      | Det var en gang et menneske                                                     | 1978        |
| Países Bajos    | Katholieke Radio Omroep (KRO)                                            | Er was eens... De Mens                                                          | 1979        |
| Perú            | Panamericana Televisión (PANTEL)                                         | Érase una vez... el hombre                                                      | 1981        |
| Polonia         | Telewizja Polska (TVP), TV Puls                                          | Był sobie człowiek                                                              |             |
| Portugal        | RTP                                                                      | Era uma vez... o homem                                                          | 1979        |
| Reino Unido     | ITV                                                                      | Once Upon a Time... Man                                                         | 1979        |
| República Checa | Československá televize (ČST), Česká televize (ČT)                       | Byl jednou jeden člověk                                                         |             |
| Sudáfrica       | South African Broadcasting Corporation (SABC/SAUK)                       | Eendag was daar..                                                               |             |
| Suecia          | Sveriges Radio (SR)                                                      | Det var en gång – tidernas äventyr                                              |             |
| Suiza           | SSR (Francés)                                                            | Es war einmal... der Mensch Il était une fois... l'Homme C'era una volta l'uomo |             |
| Turquía         | TRT (TRT), Kanal D                                                       | Bir Varmış Bir Yokmuş – İnsanoğlu                                               |             |
| Venezuela       | Venevisión, Televisora Nacional Canal 5, Vale TV, Ecovisión              | Érase una vez... el hombre                                                      |             |

## Lista de episodios
Véase también (en francés) Liste des épisodes de Il était une fois... l'Homme
| «Nace la Tierra» ("Et la terre fût...") |
| --- |
| Episodio N.º 1: La infancia de nuestro planeta, de la formación de la corteza terrestre a la manifestación del primer signo de vida. Después, un lentísimo e incesante desarrollo a través de las eras, hasta la aparición de los primeros antepasados de la especie humana. |
| «El hombre de Neanderthal» ("L'homme du Néandertal") |
| Episodio N.º 2: Hace cien mil años, de la lentísima evolución del Homo erectus nace una criatura que ya muestra un comportamiento humano. No sabe encender fuego, pero no le teme y lo sabe utilizar; fabrica los primeros utensilios de piedra, entierra a sus muertos: es nuestro "primo" de Neanderthal, el primer sapiens de la historia, que lucha tenazmente por la vida entre los hielos de las últimas glaciaciones. |
| «El hombre de Cromagnon» ("Le Cro-Magnon") |
| Episodio N.º 3: Otro paso de la evolución (el último), hace 35 mil años, el hombre de Neanderthal desaparece para dejar paso a nuestro más directo antepasado: el hombre de Cromagnon. Sus hábiles manos hacen milagros con la piedra y la madera: tiendas, vestidos, armas. También habla un lenguaje que incluso hoy podríamos entender y deja en rocas y cavernas auténticas obras de arte. |
| «Los valles fértiles» ("Les vallées fertiles") |
| Episodio N.º 4: El clima de la tierra se ha estabilizado casi definitivamente. En los grandes "valles fértiles" de los zonas templadas, el hombre descubre la agricultura: ahora puede dejar de ir de un lado a otro y puede asentarse en los lugares donde la tierra le dé lo necesario para subsistir. A lo largo del majestuoso río Nilo, un pueblo inteligente y trabajador inicia una de las primeras civilizaciones de la historia y construye monumentos que aún desafían al tiempo. |
| «Los primeros imperios» ("Les premiers empires") |
| Episodio N.º 5: Se trabajaban hábilmente los metales, pero con la finalidad casi exclusiva de fabricar armas. Tribus y pueblos diversos, cada uno con su propia lengua y costumbres, luchan entre sí para lograr el dominio sobre los demás. Sus reyes tienen un poder inmenso y lo usan ya sea para el bien o para el mal, y deciden el destino de grandes regiones. De Hammurabi a Asurbanipal, de Ciro a Alejandro Magno, esta es la epopeya de los grandes imperios. |
| «El siglo de Pericles» ("Le siècle de Périclès") |
| Episodio N.º 6: Rodeada por grandes imperios, una pequeña nación de hombres audaces, astutos y llenos de coraje impuso su ley a orillas del mar Mediterráneo. Eran los griegos, magníficos soldados cuando era necesario, pero grandes sobre todo en el arte de la paz durante todo el siglo de Pericles. En todas los campos del ingenio humano dejaron una señal indeleble. Enamorados de la libertad, la perdieron pronto, pero la enseñaron a todos como el importante ejemplo de gobierno basado en la razón y el respeto al individuo. |
| «Pax Romana» ("Pax Romana") |
| Episodio N.º 7: En un país hasta entonces olvidado, pese a la vecindad de los grandes imperios, comenzó la historia de Roma. Uno sociedad arcaica, gobernada por reyes y patriarcas, se convertiría en una república de hombres que parecían hechos para vencer en cualquier parte, y finalmente, en un inmenso imperio que dejó sus huellas desde las arenas africanas a las nieves del norte. |
| «Las conquistas del Islam» ("Les conquêtes de l'Islam") |
| Episodio N.º 8: Para muchos pueblos, la llegada de los árabes constituyó casi una catástrofe, pues se dispersaron por el mundo civilizado con la fuerza de una inundación. Les empujaba a la conquista una fe nueva: el Islam, predicada por Mahoma, un gran hombre que les había dado unidad y orgullo como pueblo. Sin embargo, pasada la primera inundación, el río se convirtió en un curso tranquilo y fecundo, que hizo florecer una civilización de altísimo nivel cultural. |
| «Los carolingios» ("Les Carolingiens") |
| Episodio N.º 9: Fueron necesarios varios siglos para que los bárbaros que habían invadido el Imperio romano se integrasen con los vencidos. Después, como una vieja planta que vuelve a brotar, la Europa cristiana comenzó de nuevo a dar frutos. Un rey, fuerte en la guerra y sabio en la paz, acarició el sueño de verla unida y pacífica. Carlomagno, el gran emperador de los francos, es la figura central de este feliz tiempo de renacimiento. |
| «Los vikingos» ("L'âge des Vikings") |
| Episodio N.º 10: Los vikingos, llegados del norte a bordo de sus legendarios drakkar, al principio fueron un auténtico "castigo del cielo", pero pronto aprendieron a asimilar la cultura de los pueblos, convirtiéndose así en una sabia clase dominante. Y siempre fueron merecedores de respeto y admiración por la energía y la tenacidad con que actuaron. |
| «Las grandes catedrales» ("Les bâtisseurs de cathédrales") |
| Episodio N.º 11: Estos monumentos maravillosos, los arcos de las catedrales románicos, las agujas de las catedrales góticas, que todavía hoy admirarnos, nos hablan de un mundo que empezaba a renovarse. Las hazañas de los cruzados, aunque fuera al precio de mucha sangre derramada, iniciaban una nueva época de contacto entre Europa y Oriente. |
| «Los viajes de Marco Polo» ("Les voyages de Marco Polo") |
| Episodio N.º 12: ¿Cómo podía llegar a pensar aquel muchacho de quince años, que su padre y su tío le dirían: "Ven con nosotros, vamos a hacer el viaje más grande de todos los tiempos"? Esto es lo que sucedió al hijo de un mercader veneciano que, a lo largo de dieciocho años de aventuras, descubrió las maravillas de un mundo entonces desconocido. En China, Marco Polo halló una sociedad en la que eran de uso común algunos inventos que Occidente habría de conocer muchos siglos después. |
| «La guerra de los cien años» ("La guerre de Cent Ans") |
| Episodio N.º 13: La llamaron la guerra de los Cien Años, pero en realidad fueron ciento dieciséis. Fueron largos y terribles para gran parte de Europa. Además de la guerra, la peste se llevó millones de vidas y hubo que afrontar una gravísima crisis económica. Fueron años oscuros, pero la voluntad de vivir no se detuvo frente a tanta desolación. |
| «El 'quattrocento'» ("L'homme du quattrocento") |
| Episodio N.º 14: Después de las terribles pruebas a las que se había visto sometida, Europa volvía a vivir intensamente. Nace una nueva clase social, dinámica y sin prejuicios aristocráticos: la burguesía, que con la fuerza del dinero arrancaba el poder a los señores feudales. Y así, las ciudades se convertían en protagonistas: Florencia, se convirtió en "modelo" de todo una época, bajo el señorío de la Dinastía Médici. |
| «El siglo de oro español» ("Le siècle d'or de l'Espagne") |
| Episodio N.º 15: Al finalizar la Edad Media, el dominio musulmán sobre la península ibérica llegaba a su ocaso, tras varios siglos de "reconquista" cristiana. El punto final lo impusieron los Reyes Católicos cuando con su matrimonio consiguieron un refuerzo mutuo de los intereses castellanos y aragoneses. Al mismo tiempo que se iniciaba la formación del moderno estado español, comenzaba un siglo espléndido y terrible de nuevas conquistas que vería como el mundo se volvía más grande con el descubrimiento del continente americano. |
| «La Inglaterra isabelina» ("Élisabeth Ire") |
| Episodio N.º 16. Cuando la Reina Isabel subió al trono de Inglaterra a mitad del siglo XVI, se dio la "afortunada combinación" para lograr un país próspero. No era bella, pero sí atractiva, muy inteligente, culta y decidida. En sus 45 años de reinado consiguió poner en primer plano a un país dividido interiormente y marginado del juego político internacional. |
| «La edad de oro de los Países Bajos» ("L'âge d'or des provinces unies") |
| Episodio N.º 17: Siete pequeñas provincias en una superficie parecida a la de Cataluña. Los españoles, que los gobernaban duramente, les llamaban los "tacaños", por su costumbre de trabajar sin descanso y vivir sin lujos. Pero las Provincias Unidas, que luego se convirtieron en Países Bajos, se liberarían del control español con una larga y sangrienta lucha, al mismo tiempo que se iban definiendo como un país rico, ordenado y tolerante. |
| «El Rey Sol» ("Le grand siècle de Louis XIV") |
| Episodio N.º 18: Elevado al trono de Francia cuando todavía era un niño, Luis XIV fue "guiado" durante muchos años por su poderoso primer ministro, el cardenal italiano Mazarino. A la muerte de este, todos esperaban que el todavía joven soberano dejase las riendas del gobierno a otro personaje. Luis, con apenas 23 años, engañó a todos y empuñó con decisión su cetro. Fue el "Rey Sol", el centro de un universo que dependía en todo de él. El campeón del absolutismo, para lo bueno y para lo malo. |
| «Pedro el Grande y su época» ("L'époque de Pierre le Grand") |
| Episodio N.º 19: Inmersa en el profundo Medievo, Rusia esperaba a alguien que la despertara de su letargo. Pedro el Grande fue capaz de abrir una "puerta' a Europa, capaz de construir una poderosa flota y de poner orden en el ejército. Se encargó de proveer de un poco de modernidad a su tierra, coronando todo con una hermosa capital de nueva construcción: San Petersburgo. |
| «Los grandes cambios sociales» ("Le siècle des Lumières") |
| Episodio N.º 20: El siglo XVIII fue el de los grandes cambios, en Europa nacía la Ilustración. Los soberanos ya no podían ser "absolutos", debían mostrarse "ilustrados". los científicos realizaban descubrimientos para bien de la humanidad; los exploradores proyectaban luz sobre regiones del mundo desconocidas, la cultura para todos es posible con la creación de la gran Enciclopedia; en las actividades productivas aparece la máquina, que pronto será impulsada por vapor una verdadera revolución. |
| «El nacimiento de los Estados Unidos» ("L'Amérique") |
| Episodio N.º 21: Los "padres peregrinos", puritanos procedentes de Inglaterra, llegan a bordo del Mayflower a las costas del Nuevo Mundo. Comienza a la historia moderna de Estados Unidos: una historia de libertad, valor y ansia de nuevas tierras y bienestar. Después de vencer en la guerra de la Independencia contra Inglaterra, las trece colonias se disponían a descubrir su propio territorio. Los colonos partieron hacia el lejano Oeste. Nada así la epopeya de la conquista: mientras el Norte derrotaba al Sur y la civilización "india" era ahogada en sangre. |
| «La Revolución Francesa» ("La révolution française") |
| Episodio N.º 22; Una nobleza viciosa y corrupta, un rey déspota y unos impuestos que sólo recaían sobre los más débiles: así era el "antiguo régimen". En Francia, el Tercer Estado ya no estaba dispuesto a soportar esta situación por más tiempo. Por eso estalló la Revolución, con todos sus excesos y perjuicios y con la sangre derramada en la guillotina: ese fue el terrible precio que se tuvo que pagar para entrar a un mundo nuevo. |
| «La primavera de los países» ("Le printemps des peuples") |
| Episodio N.º 23: Tras el ciclón napoleónico, que había llevado a todo Europa las ideas de la Revolución francesa, príncipes y reyes intentaron volver al pasado absolutista. Se necesitaron duras guerras civiles para que se afirmara el espíritu democrático de los nuevos tiempos. Pero estaba naciendo una sociedad distinta, basada en el capitalismo industrial, con todo lo negativo o positivo que esto tuviera. |
| «La belle-epoque» ("Ah la belle époque") |
| Episodio N.º 24: La llamaron la belle époque, la "bella época", lo que para muchos fueron tiempos dorados ya que parecía que todo era posible gracias al progreso: las novedades técnicas permitieron a mucha gente vivir más cómodamente y el crecimiento económico empezó a ser notado por la población. Pero aun quedaban grandes masas de gente pobre. El mundo se desestabiliza y el equilibrio llevó a un gigantesco conflicto mundial: la guerra que ensangrentó a Europa desde 1914 a 1918. |
| «Los años locos» ("Les années folles") |
| Episodio N.º 25: Jazz, charlestón, ley seca, radio a todo volumen, Charles Chaplin: todo esto pasaba en los felices años veinte. Norteamérica quería olvidar rápidamente los horrores de la Primera Guerra Mundial, también Europa quería hacerlo, pero las heridas abiertas no acababan de cicatrizar. Cincuenta y seis países fueron afectados por incalculables daños causados a las ciudades, fábricas y zonas rurales, además del sufrimiento y sacrificio de la gente. Espeluznante es también el holocausto, que provoca el exterminio de millones de personas. La locura de la Segunda Guerra Mundial no tiene límites y culmina con el horror de la bomba atómica, que reduce a cenizas ciudades enteras.                    |
| «Érase una vez... la Tierra» ("Il était une fois... la Terre") |
| Episodio N.º 26: La guerra fría es la pesadilla de los años sesenta ya que los Estados Unidos y la Unión Soviética, las dos superpotencias, se temen mutuamente: enormes recursos, que podrían emplearse para combatir el subdesarrollo, se derrochan en una absurda carrera armamentista. Mucho más emocionante es la carrera espacial: la meta final va más allá de la Luna... Pero ¿cuándo se ganará la carrera por la igualdad entre todos los hombres? En este nuevo milenio la vieja y querida Tierra sigue sin poder descansar. Le aguardan grandes desafíos. El último siglo ha sido testigo del progreso, pero también de los males que éste ha acarreado: contaminación, destrucción del medio ambiente, la locura nuclear. |

## Reparto
| Personaje                    | Voz original    | Actor de doblaje Latinoamérica                             | Actor de doblaje España                      |
| ---------------------------- | --------------- | ---------------------------------------------------------- | -------------------------------------------- |
| Pierre/Pedro                 | Roger Carel     | Salvador Nájar Óscar Bonfiglio (dos capítulos)             | Antonio García Moral                         |
| Pierrette/Flor               | Annie Balestra  | Gloria Rocha                                               | Ana María Saizar                             |
| El Gordo                     | Yves Barsacq    | Álvaro Tarcicio Narciso Busquets (1 ep) Jorge Roig (ep. 9) | Joaquín Vidriales                            |
| El Maestro                   | Roger Carel     | Juan Domingo Méndez                                        | Francisco Sánchez                            |
| El Tiñoso                    | Claude Bertrand | Narciso Busquets Jorge Roig (dos capítulos)                | Javier Martín                                |
| Nabot/El Canijo/El Enclenque | Patrick Préjean | Álvaro Tarcicio                                            | José Moratalla                               |
| Pierrot/Pedrito              | -               | Eduardo Tejedo                                             | Conchita Núñez                               |
| Voces Diversas               | -               | Óscar Bonfiglio Eduardo Tejedo Álvaro Tarcicio             | Ana Ángeles García José Carabias Félix Acaso |
| Narrador                     | Roger Carel     | Óscar Morelli                                              | Manuel Cano                                  |

## Colección
- Érase una vez...
- Érase una vez... el espacio (1982)
- Érase una vez... la vida (1987)
- Érase una vez... las Américas (1991)
- Érase una vez... los inventores (1994)
- Érase una vez... los exploradores (1996)
- Érase una vez... la ciencia (2000)